# Jørgen Thisted
Jørgen Overgaard Thisted (født 18. januar 1795 i Aalborg, død 28. september 1855 i Gyrstinge) var en dansk præst. Han var far til Valdemar Adolph Thisted og ægtede 3. (1846) Marianne Mønster (1815-1852), datter af biskop P.H. Mønster.
Dimitteret fra sin fødebys skole 1811 førte han et ustadigt ungdomsliv; i året 1813 blev han løjtnant, men året efter, da krigen var endt, afskedigedes han. Derefter blev han huslærer, og hans, hvad han selv kalder, "mægtige Lyst til at skrive" bragte ham i kollision med presseloven, i det han for et bryllupsvers om 2 gamle folk idømtes censur. I 1815 giftede han sig, 20 år gammel, "uden at eje det, hvortil han kunde hælde sit Hoved", og han "maatte nu træde i det Væsens Tjeneste, som han hidtil havde foragtet, fordi han saa det færdes mest paa Middelvejen og ikke ved Grøfterne, hvor han altid havde fundet de skjønneste Blomster, — i Flids og Arbejdsomheds Tjeneste". I 1817 begyndte han at studere teologi, og uagtet han informerede 8—9 timer daglig, tog han 1820 embedsexamen med 1. karakter. Samme år blev han personel kapellan ved Budolphi Kirke i Aalborg.
Thisted, der som student, ifølge egen udsagn, "ikke havde haft mere tilbage af sin Daabs Naade, end at han havde kunnet omgaas Otto Horrebow og høre Hornemans Forelæsninger uden Blusel", blev her vakt ved at gjøre bekendtskab med Harms Theses; han trådte i forbindelse med denne, indsamlede bidrag til missionen og sendte disse til Harms. 1822-24 var Thisted personel kapellan hos L.N. Fallesen ved Trinitatis Kirke i København. Han prædikede altså i samme kirke som J.P. Mynster, men han skal. have haft langt flere tilhørere end denne. Dette lå dels i, at hans stærkt ortodokse prædiken tilfredsstillede den trang, der var begyndt at vågne i menigheden, men også i, at han var i besiddelse af en hel del fantasi og udtrykte sig med stor lethed.
Han brugte rimede temaer, for eksempel: "Hvor gaar du hen, Yngling, som gløder i Livets Vaar, Mand, som modig paa Bakken staar, Olding, som mødig mod Dalen gaar?", og han lagde stor vægt på, hvad der kunde sætte følelserne i bevægelse. Medens han således var en stærkt søgt præst, udfoldede han en ligefrem forbavsende forfattervirksomhed ved udgivelse af andagtsbøger og prædikensamlinger, der udkom i tidsskrifter. Det er en træffende dom, der alt den gang fældtes om dem, at deres fejl er "en herskende Overvægt af Formen over Materien, af den æsthetiske Indklædning over Reflexionen".
Thisteds tilhørere ansøgte, da Fallesen døde, om, at han måtte blive ansat ved en anden af byens kirker; men dels havde han indviklet sig i forskellige litterære stridigheder, dels havde han på en hensynsløs måde fornærmet den gamle professor Horneman ved en udtalelse paa hans auditorium. Man vilde ikke have ham i København, og 1825 ansattes han som sognepræst i Gyrstinge og Flinterup. Her udgav han endnu Luthers Postil (1825-28; 4. udgave 1865) og Repertorium for aandelige Sager (1828-29); men efter 1830 høres der ikke mere til ham.